# Plagiorhynchus cylindraceus
Plagiorhynchus cylindraceus é uma espécie de acantocéfalo pertencente à família Plagiorhynchidae.
A autoridade da espécie é Goeze, tendo sido descrita em 1782.
Trata-se de uma espécie presente em território português, incluindo a sua zona económica exclusiva.
O género original onde estava incluído era Echinorhynchus.